# 毎日ワンズ
株式会社毎日ワンズ（Mainichi Wanz）は 東京都千代田区神田三崎町に本社を置く日本の出版社。日本史・軍事・教育など人文系全般にわたり出版活動を展開している。創業は昭和６１年１２月で日販、トーハン、楽天ブックスネットワークを通じて全国書店に配本、令和４年９月より電子書籍の販売も開始した。代表取締役の松藤竹二郎は、元毎日新聞記者。

## 著名な刊行物
- 『わが米本土爆撃』　藤田信雄
- 『古事記及び日本書紀の研究』 津田左右吉
- 『三島由紀夫が復活する』 小室直樹
- 『真珠湾の代償』 福井雄三
- 『明治維新の正体』 鈴木荘一
- 『日本二千六百年史』 大川周明
- 『開戦と新聞』 後藤基治
- 『ガダルカナル』辻政信
- 『手塚治虫デビュー作品集』 手塚治虫
- 『明治維新という過ち』 原田伊織
- 『潜行三千里』 辻政信
- 『ケネディのいちばん長い日』 ロバート・ドノバン（波多野裕造訳）
- 『明治維新の研究』 津田左右吉
- 『ロシア敗れたり新書版』 鈴木荘一
- 『原爆裁判』 山我浩
- 『愚かなる開戦』 鈴木荘一
- 『回想十年』 吉田茂
- 『満州建国の大義』 石原莞爾
- 『私は真珠湾のスパイだった』 吉川猛夫
- 『天皇に捧ぐ憲法改正』本多清監修
- 『三島由紀夫 「最後の1400日」』本多清
- 『我が若き日』新島襄
- 『よみがえる戦前日本の全景』百瀬孝・監修　亀岡修・著